# Parlamentswahlen in der Mongolei 1924–1949
Die Parlamentswahlen in der Mongolei 1924–1949 waren allesamt indirekte Wahlen. Neun Wahlen fanden in diesem Zeitraum statt, die so gewählten Parlamente traten jeweils nur für eine zweiwöchige Sitzungsperiode zusammen.

## Hintergrund
1921 übernahm die Mongolische Volkspartei die Macht im Land und rief die Mongolische Volksrepublik aus. Die traditionellen Eliten wurden entmachtet, das Land geriet als zweiter kommunistischer Staat der Welt in den Einflussbereich der Sowjetunion. Die Verfassung der Mongolischen Volksrepublik von 1924 gab dem Land formal ein parlamentarisches Regierungssystem, mit einer indirekt gewählten „Großen Versammlung“ (Ich Chural), die nur zu besonderen Anlässen zusammentrat, und einer „Kleinen Versammlung“ (Baga Chural), die von der großen Versammlung gewählt wurde und das eigentliche Parlament darstellte.

## Wahlsystem
Das Wahlgesetz vom 21. September 1924 sah indirekte, nicht allgemeine und öffentliche Wahlen vor. Bei öffentlichen Zusammenkünften in ihren jeweiligen Heimatorten wählten die Wahlberechtigten per Handzeichen lokale Churale, die wiederum die Abgeordneten des Ich Chural bestimmten. Insgesamt fanden neun solche Wahlen statt, in den Jahren 1924, 1925, 1926, 1927, 1928, 1930, 1934, 1940 und 1949. Die Zahl der so gewählten Abgeordneten wurde mit jeder Wahl erhöht, sie stieg von 90 bei der ersten Wahl 1924 auf 515 bei der letzten derartigen Wahl. Wahlberechtigt waren alle Bürger über 18 Jahre mit eigenem Einkommen, Angehörigen der alten Eliten und (ab 1940) Konterrevolutionären blieb das Wahlrecht verwehrt.